# リトル・ミス・サンシャイン
『リトル・ミス・サンシャイン』（Little Miss Sunshine）は、2006年のアメリカ合衆国のコメディ・ドラマ、ロードムービーで、ジョナサン・デイトン及びヴァレリー・ファリス夫婦の監督デビュー映画である。脚本は本作が脚本家デビューとなるマイケル・アーントが執筆した。出演はグレッグ・キニア、スティーヴ・カレル、トニ・コレット、ポール・ダノ、アビゲイル・ブレスリン、アラン・アーキンであり、ビッグ・ビーチ・フィルムズが800万ドルの予算で製作した。撮影は2005年6月6日に始まり、アリゾナ州及び南カリフォルニアで約30日かけて行われた。
2006年1月20日にサンダンス映画祭にプレミア放映され、その後フォックス・サーチライト・ピクチャーズが同映画祭史上最高額の契約金を支払って配給権を獲得した。北アメリカでは2006年7月26日に限定公開が始まり、8月18日に拡大された。
『リトル・ミス・サンシャイン』は批評家に高く評価され、世界興行収入は1億ドルを超えた。第79回アカデミー賞では作品賞を含む4部門でノミネートされ、脚本賞（アーント）と助演男優賞（アーキン）を獲得した。

## プロット
シェリル・フーヴァー（トニ・コレット）はニューメキシコ州アルバカーキに住む2人の子供の母親である。彼女の兄でゲイのマルセル・プルースト学者であるフランク（スティーヴ・カレル）は自殺未遂事件を起こした後、彼女の家族と一緒に暮らすことになる。彼女の夫のリチャード（グレッグ・キニア）はモチベーショナルスピーカーとライフコーチのキャリアを積み上げるように務めていた。シェリルの前夫との子供であるドウェーン（ポール・ダノ）はテストパイロットになるためにアメリカ空軍士官学校に入るという夢を実現させるまでに「沈黙の誓い」を立てている不幸な15歳である。リチャードの口汚い父で第二次世界大戦の退役軍人のエドウィン（アラン・アーキン）はヘロインの使用のために最近老人ホームを追い出されて家族と同居するようになり、7歳の孫娘のオリーヴ（アビゲイル・ブレスリン）と仲が良い。
フランクが来た翌日、オリーヴはカリフォルニア州レドンドビーチで開催される美人コンテスト「リトル・ミス・サンシャイン」の予選を通過したことを知り、有頂天となる。しかしながら費用やその他の諸々の問題により、家族全員が同行しなければならなくなり、古ぼけた黄色いフォルクスワーゲンT2マイクロバスでの800マイルの旅が始まる。バスは老朽化によりクラッチが故障してしまい、修理所へと立ち寄る。部品の交換が不可能であったため、一家はバスを後ろから押し、時速20マイルに達した時点で飛び乗るという方式で旅を続ける。
道中、一家は様々な個人的な問題に直面し、互いに助け合わなければならないことを知る。リチャードはモチベーショナビジネスのキャリアを向上させ、家族を貧乏から脱出させるための契約に失敗する。フランクは自殺未遂のきかっけとなった元恋人と遭遇する。エドウィンはヘロインの過剰摂取と思われる症状で死亡する。一家はコンテストに間に合わせるため、無許可で州外に移すのは違法であるにもかかわらず彼の遺体を病院から持ち出して車に乗せ、終わった後に葬儀の準備をすることにした。会場まで残りわずかに迫ったところでドウェーンは自分が色弱であり、パイロットにはなれないことを知り、バスから出て沈黙の誓いを破って家族への不満を叫び始め、旅への同行を拒否する。荒れる彼であったがオリーヴの包容によって落ち着き、家族へ謝罪してバスへと戻る。

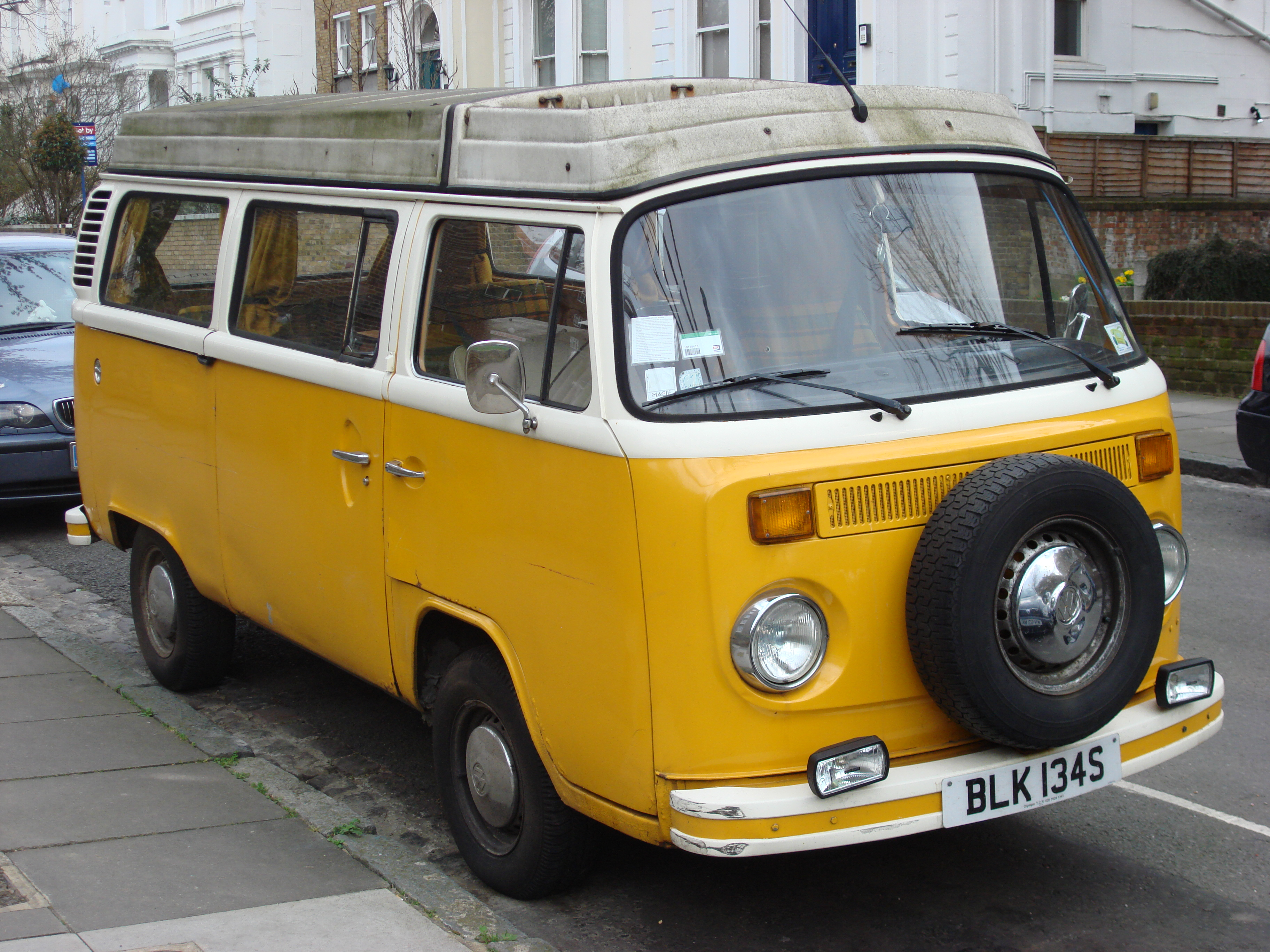
映画に登場したものと同型のフォルクスワーゲンT2マイクロバス。

必死の走行の末、一家は会場であるホテルに到着するが、登録締切であった午後3時を4分遅れてしまう。主催者はオリーヴの出場登録を拒否するが、彼女のアシスタントのはからいでなんとか許可される。彼女は準備し、家族はスレンダーで、髪が整い、厚化粧をし、セクシーな水着や華やかなイブニングウェアを着て、堂々とした態度でダンスや体操を披露する他の少女たちを目の当たりにする。髪を整えず、大きなメガネをかけ、コンテストの訓練も受けていない、ぽっちゃり気味の体型のオリーヴでは勝負にならないことは明らかであった。
オリーヴの特技審査の時間が近づくと、リチャードとドウェーンは彼女が恥をかいて傷つくと確信し、辞めさせるために彼女の楽屋へと駆け寄る。しかしながらシェリルは介入すべきではないと主張し、そしてオリーヴはステージへ上がる決意をする。ステージに現れたオリーヴは祖父によって密かに教えられたバーレスク風のダンスをリック・ジェームスの「Super Freak」をBGMにして始め、憤怒する多くの観客にも気付かず無邪気に披露する。主催者はシェリルとリチャードにオリーヴを止めるように要求するが、家族たちは無視して1人ずつステージに上がって彼女と一緒に踊る。
次の場面で一家はホテルの警備室の外に座っており、警察から今後オリーヴをカリフォルニア州の美人コンテストに出場させないように命じられる。リチャードはオリーヴに祖父が彼女を誇りに思うだろうと話し、そして一家は再び古びたバスに乗ってアルバカーキの自宅へと帰り始める。

## キャスト
括弧内は日本語吹き替えを担当した声優である。
- リチャード・フーヴァー - グレッグ・キニア（内田直哉）
- フランク・ギンスバーグ - スティーヴ・カレル（岩崎ひろし）
- シェリル・フーヴァー - トニ・コレット（田中敦子）
- ドウェーン・フーヴァー - ポール・ダノ（小野大輔）
- オリーヴ・フーヴァー - アビゲイル・ブレスリン（永田亮子）
- エドウィン・フーヴァー - アラン・アーキン（松井範雄）
- スタン・グロスマン - ブライアン・クランストン（石井隆夫）
- マクレリー - ディーン・ノリス（石住昭彦）
- カービー - ウォレス・ランガム
- コンテストの審査員のジェンキンス - ベス・グラント
- コンテストのアシスタントのパム - メアリー・リン・ライスカブ
- コンテストのMC - マット・ウィンストン（英語版）（石井隆夫）
- その他声の出演：北沢力、竹田雅則、磯辺万沙子、滝沢ロコ、泉裕子、原田晃、小林希唯、松元恵、清水みか

- 日本語版制作スタッフ 演出：佐々木由香 翻訳：平田百合子 制作：東北新社

## 製作

### キャスティング
キャストを選ぶ際に監督のジョナサン・デイトンとヴァレリー・ファリスは、彼らが以前ミュージックビデオを監督していた際に共働していたキャスティングディレクターのキム・デイヴィスとジャスティン・バドリーと組んだ。監督たちはまずリチャード・フーヴァー役としてグレッグ・キニアを選んだ。シェリル・フーヴァー役にはオーストラリアの女優のトニ・コレットが選ばれたが、それ以前に数人が考慮されていた。デイヴィスとバドリーは「全ての英語圏の国々」を旅してオリーヴ・フーヴァー役の女優を探し、当時6歳であったアビゲイル・ブレスリンが選ばれた。ポール・ダノは製作開始の2年前までにドウェイン役にキャスティングされ、役作りのために実際に数日わたって沈黙する生活を過ごした。エドウィン・フーヴァーを演じたアラン・アーキンは当初は若すぎると考えられていた。
自殺未遂を起こしたプルースト学者のフランク役は元々はビル・マーレイのために書かれており、その後はスタジオの圧力でロビン・ウィリアムズとなった。監督たちは撮影開始の数ヶ月前に同役にスティーヴ・カレルを選び、インタビューで「スティーヴ・カレルに会ったとき、我々は彼が行った基づいてこれができるということを知らなかった。しかし我々が彼に会って、キャラクター、映画のトーン、我々がそれに近づいた方法について語ったら、彼は我々と同じページの上に当たっていた」と答えた。カレルは風刺ニュース番組『ザ・デイリー・ショー』への出演でコメディ・セントラルの視聴者には有名であったが、『リトル・ミス・サンシャイン』にキャスティングされた当時はハリウッドではあまり知られていなかった。プロデューサーたちは彼が大スターではなく、また十分な演技経験が無かったことを心配していた。しかしながら映画の撮影から1年後の公開までのあいだにカレルは映画『40歳の童貞男』とNBCのテレビシリーズ『ザ・オフィス』で知名度を上げた。

### 脚本と企画
マイケル・アーントによって書かれた脚本は当初はメリーランド州からフロリダ州まで東海岸に沿って旅するという内容であったが、予算の都合でニューメキシコ州からカリフォルニア州へと変更された。アーントはニューヨーク近代美術館（MoMA）で鑑賞した日本のスタジオジブリ映画『ホーホケキョ となりの山田くん』に大きな衝撃を受けて、2000年5月23日に脚本執筆を開始。5月26日までに初稿を完成させた。彼は当初は数千ドルの予算を調達し、カムコーダを使って自分で撮影することを計画していた。その後彼はプロデューサーのロン・イェルザとアルバート・バーガーに脚本を渡し、彼らはディープ・リバー・プロダクションズと協力して監督候補を探した。
プロデューサーたちは『ハイスクール白書 優等生ギャルに気をつけろ!』の製作の際にデイトンとファリスに会っており、2001年に彼らに脚本を読ませるために与えた。後に監督たちは脚本について「この映画は本当に心に響いた。我々はこれが自分たちのために書かれるように感じた」と語った。脚本は2001年12月21日にプロデューサーの1人のマーク・タートルトーブによって25万ドルでアーントから購入された。イェルザとバーガーは監督および撮影監督を探し、エンディングの再撮影を手伝い、サンダンス映画祭への出品を援助するという責務のためプロデューサーとして残留した。
映画企画はいくつかのスタジオに持ちかけられ、カナダでの撮影を希望したフォーカス・フィーチャーズのみが興味を示した。スタジオ側がリチャード・フーヴァーをより話の中心に置くことを提案し、アーンは反対すると、彼は解雇されて別の脚本家が雇われた。新しい脚本家はリチャードと彼のモチベーショナル・テクニック・ビジネスを潰すキャラクターとの対立を含むいくつかのシーンを追加した。スタジオの社長が新しくなると組織は変化し、アーントは新しい脚本家が脚本を書き直した4週間後に降板すると再雇用された。2年間のプリプロダクション期間の後、フォーカス・フィーチャーズは2002年8月に映画を没案とした。マーク・タートルトーブは映画化権の返還と企画費用としてフォーカス・フィーチャーズに40万ドルを支払った。彼はまた撮影費用として800万ドルの予算を支払った。

### 撮影とポストプロダクション
主要撮影は2005年6月6日に始まった。撮影は脚本の時系列順の場面に沿い、アリゾナ州とカリフォルニア州南部で30日以上かけて行われた。アーントはサンダンス映画祭の上映の6週間前にエンディング部分を書き直し、それは2005年12月に撮影された。ポストプロダクションはプレミア上映が予定されているサンダンス映画祭でのスクリーニングの4日前に完了した。映画は2005年9月14日に交通事故で亡くなったプロデューサーのピーター・サラフの姪でダイナーとコンビニのシーンにエキストラ出演したレベッカ・アニットに捧げられた。

#### フォルクスワーゲンT2マイクロバス
脚本執筆の際、アーントは自らの経験に基づいてフォルクスワーゲンT2マイクロバスを使うことに決めた。彼は「私はそれがロード・トリップで、あなたは彼らをどんな車両に入れるだろうか? と考えたのを憶えている。そして、高い天井であるのであなたがカメラを置くことができ、視界が開けている理由から、VWバスがちょうど合理的であるようだ。フロントガラスを振り返って全員を見ることができる」と回想した。撮影技術上の都合ため、5台のVWマイクロバスが使用された。5台のバスのうち3台にはエンジンが取り付けられ、残り2台はトレーラーに乗せられた。プリプロダクションの段階で撮影監督は一般的なビデオカメラを使い、撮影時の最適な位置を決定するためにバスの内側にそれらを置いた。プロットに含まれた車の問題点の多く（クラッチの故障、鳴り続けるサイレン、外れたドア）はアーントが子供時代の自動車旅行で体験したものに基づいている。
家族がバンを動かすために後ろから押すシーンを撮影する際、俳優の安全確保のためにスタントコーディネーターが使用われた。インタビューでグレッグ・キニアは彼が運転していた場面がどのように撮影されたかについて、「私はサイドエアバッグがついていないこの71年のVWバンで時速50マイルで進むことになっていた。基本的にあなたはこの巨大なカメラトラックがカメラと我々の前に飛んで来るのを待つだろう。『オーケー、行って!』は私には狂気を意味する。これは私が今までに製作した中で最も危険な映画だ」と冗談めかして述べた。バンの中の場面を撮影する際、俳優たちは3から4時間にわたって車内にとどまった。アラン・アーキンのキャラクターが車内で卑猥な話を喚き散らす場面ではブレスリンは本当にヘッドフォンをつけていて、映画と同様に彼らの会話が聞き取れなかった。彼女が会話の内容を知ったのは映画を見たときであった。2006年7月25日、フォックス・サーチライト・ピクチャーズはインダストリーのドライブイン・シアターにでのスクリーニングにVWバスの所有者たちを招待した。スクリーニングには60台以上のバンが出席した。

#### コンテスト
脚本を執筆する前にアーントはアーノルド・シュワルツェネッガーが高校生のグループと対談し、「もし私がこの世で最も嫌いなものがあるとすれば、それは負け犬だ。私は彼らを軽蔑する」と発言したことを新聞を読んで知った。その結果はアーントは思考プロセスを刺激されて脚本執筆を始め、後に「そして私はその態度に何か問題があると考えた。（中略）私は人生においてあなたが上昇、または下降するという考えを攻撃したかった。（中略）子供美人コンテストは最も愚かで無意味な競争する人々の典型だった」と回想した。共同監督のジョナサン・デイトンもまた「ページェントが進行するまで、映画がページェントについてでないことは我々にとって非常に重要だった。それは場違いであるのに関するものであり、あなたがどこで終わるかを知らないことに関するものだ」と述べた。アビゲイル・ブレスリン以外の美人コンテストの参加者役の少女たちは本物の美人コンテストの参加者である。彼女たちは実際と同様の格好をして同じパフォーマンスを披露した。撮影準備にあたって、監督たちは南カリフォルニアでいくつかのコンテストに出席し、プロセスの詳細を学ぶためにコーディネーターと会った。映画のコンテストの母親は、コンテストの場面が演出過剰であると主張し、「多くのコンテストでは少女の脚を剃ったり、偽の日焼けを施し、厚化粧をしたりはしない」と述べた。
フォーカス・フィーチャーズは当初はカナダでの撮影を希望したが、監督たちはコンテストの少女たちとその家族の渡航費用がかかりすぎると考え、反対した。少女たちとその家族は代わりに2週間に及ぶ撮影のためにベンチュラのホテルで過ごし、彼らは多くの機材と衣裳を提供した。ブレスリンは映画のキャラクターと同じく「ふっくらした」体型になるために撮影中はパット入りのスーツを着用した。オリーブのダンスルーチンを含む最後の場面のためにブレスリンは振付師と2週間練習した。

## 音楽

### スコア
『リトル・ミス・サンシャイン』のスコアはデンバーのバンドのデヴォーチカと作曲家のマイケル・ダナによって書かれた。デヴォーチカの歌唱曲にはアルバム版のものの翻案したものが含まれた。
監督のデイトンとファリスはロサンゼルスのKCRWラジオで「You Love Me」を聴いた後にデヴォーチカの音楽を入れることに決めた。音楽に感銘を受けた彼らはキャストのためにデヴォーチカのアルバムとiPodを購入した。マイケル・ダナはデヴォーチカと協力して映画のために既存の曲をアレンジした。スコアは既存曲の割合が多かったためにアカデミー作曲賞の選考対象とはならなかった。デヴォーチカの楽曲「Til the End of Time」は第11回サテライト賞の歌曲賞にノミネートされた。デヴォーチカとダナはサウンドトラックにより第49回グラミー賞にノミネートされた。

### サウンドトラック
| 専門評論家によるレビュー               | 専門評論家によるレビュー |
| レビュー・スコア                       | レビュー・スコア         |
| 出典                                   | 評価                     |
| -------------------------------------- | ------------------------ |
| オールミュージック                     | [ 38 ]                   |
| 『エンターテインメント・ウィークリー』 | (A−)                     |
| 『エンパイア』                         | [ 40 ]                   |
| SoundtrackNet                          | [ 41 ]                   |

サウンドトラック盤は2006年のアメリカ合衆国では「トップ・インディペンデント・アルバム」で42位、「トップ・サウンドトラック」で24位となった。サウンドトラック盤にはスフィアン・スティーヴンスの「No Man's Land」と「Chicago」、トニー・ティスデイルの「Catwalkin'」、リック・ジェームスの「Super Freak」が収録された。ページェントの場面では他にゴードン・ポゴダの「Let It Go」と「You've Got Me Dancing」も使われた。オリーブのパフォーマンスの場面で流れた「Super Freak」が音楽スーパーバイザーの提案でポストプロダクション時に入れられた。アーントの脚本段階ではプリンスの「Peach」、撮影時点ではZZトップの「Gimme All Your Lovin'」が使われた。
| #         | タイトル                           | 作詞・作曲                 | 時間  |
| --------- | ---------------------------------- | -------------------------- | ----- |
| 1.        | 「The Winner Is」                  | デヴォーチカ               | 3:04  |
| 2.        | 「Til the End of Time」            | デヴォーチカ               | 3:56  |
| 3.        | 「You Love Me」                    | デヴォーチカ               | 4:02  |
| 4.        | 「First Push」                     | デヴォーチカ               | 1:05  |
| 5.        | 「No Man's Land」                  | スフィアン・スティーヴンス | 4:47  |
| 6.        | 「Let's Go」                       | デヴォーチカ               | 3:21  |
| 7.        | 「No One Gets Left Behind」        | デヴォーチカ               | 1:14  |
| 8.        | 「Chicago」                        | スフィアン・スティーヴンス | 6:07  |
| 9.        | 「We're Gonna Make It」            | デヴォーチカ               | 2:32  |
| 10.       | 「Do You Think There's a Heaven」  | デヴォーチカ               | 1:23  |
| 11.       | 「Catwalkin'」                     | トニー・ティスデイル       | 1:38  |
| 12.       | 「Super Freak (Rocasound Revamp)」 | リック・ジェームス         | 4:13  |
| 13.       | 「La Llorona」                     | デヴォーチカ               | 3:24  |
| 14.       | 「How It Ends」                    | デヴォーチカ               | 5:39  |
| 合計時間: | 合計時間:                          | 合計時間:                  | 46:31 |

## 公開

### サンダンス映画祭

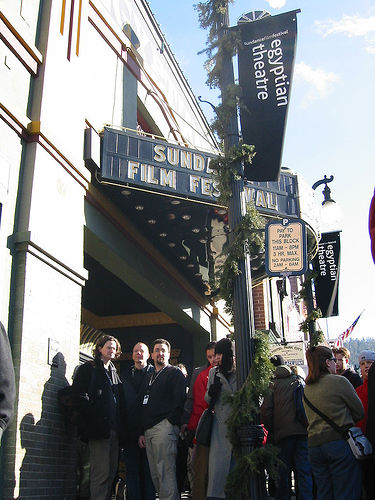
ユタ州のサンダンス映画祭で行われたプレミア上映。

プレミア上映は2006年1月20日にサンダンス映画祭で行われ、その後入札合戦となり、フォックス・サーチライト・ピクチャーズが1050万ドルと興行収入の10%という条件で勝ち取った。契約はプレミア上映から1日未満の間に交わされ、映画祭史上最大のものの1つとなった。前年にはパラマウント・クラシックスが『ハッスル&フロウ』を900万ドル、1999年にはミラマックスが『Happy, Texas』を1000万ドルで購入していた。

### 興行収入
『リトル・ミス・サンシャイン』はアメリカ合衆国では最初の週に7つの劇場で封切られ、49万8796ドルを売り上げた。限定公開後の最初の土曜である2006年7月29日には1劇場平均で2万0335ドルを売り上げた。これは同年8月15日にIMAX映画の『ブルーオアシスII 3D』に抜かれるまでは北米映画史上で最高の単日の劇場平均興行収入であった。公開3週目には北米週末興行収入ランキングの上位10作品に入り、11週目に11位に下落するまで残り続けた。最高順位は第5週目末の3位であった。また公開後の最大劇場数は1602館であった。北米外ではオーストラリアで500万ドル、ドイツで300万ドル、スペインで400万ドル、イギリス、アイルランド、マルタ合算で600万ドルを売り上げている。累計では北米で5989万1098ドル、北米外で4063万2083ドル、全世界合算で1億52万3181ドルを売り上げている。

### 批評家の反応
Rotten Tomatoesでは205件の批評家レビューで支持率は91%、平均点は7.7/10となった。Metacriticでは36件のレビューに基づいて加重平均値は80/100となった。
マイケル・メドベジは4ツ星満点を与え、「この衝撃的かつ魅力的なダークコメディは今年の最高の映画の一つとして数えられる」と述べ、監督のジョナサン・デイトンとヴァレリー・ファリス、映画そのもの、そして出演者のアラン・アーキン、アビゲイル・ブレスリン、スティーヴ・カレルはオスカー候補に値すると評した。ジョエル・シーゲルは「A」評価を与え、「私の年末のトップ10にこの作品を入れないようにするにはオーソン・ウェルズが生き返らなければならない」と述べた。BBCニュースのステラ・パパマイケルは「洗練と愚かさの勝利を得たブレンド」と評した。『USAトゥデイ』のクラウディア・プッチはブレスリンによるオリーブ・フーヴァーの演技について、「もしオリーブが他の少女によって演じられていたならば、彼女はそれほど私たちに影響を与えなかっただろう」と述べた。
『エンターテインメント・ウィークリー』のオーウェン・グレイバーマンは「C」評価を与え、キャラクターを「脚本家のインデックスカード・データの歩いて、ものを言うカタログ」と呼んだ。『ザ・ヴィレッジ・ヴォイス』のジム・リドリーは本作を「大部分が下り坂を走るガタガタの車」、「サンダンスのポンコツ車」と評した。『グローブ・アンド・メール』のリアム・レイシーは本作を批判し、「『リトル・ミス・サンシャイン』の可愛くて惨めなキャラクターたちには考えさせられ、その結論はとんでもない上に希望があるが、ほとんど誇大広告である」と述べた。『ナショナル・レビュー』のアンナ・ニモウスは「おそらく指の爪の竹が好きな映画ファンには「良い気分」の映画として賞賛されている。もし貴方が惨めな人間なら、『リトル・ミス・サンシャイン』は貴方のための映画だ」と評した。『ペースト・マガジン』は過去10年間（2000年から2009年）のベスト映画50で本作を34位に選んだ。

### ホームメディア
DVDは2006年12月19日に発売された。これはワイドスクリーン及びフルスクリーンの2枚組で、2つのコメンタリートラック、4つの別エンディング、デヴォーチカのミュージック・ビデオが含まれた。発売初週には1961万4299ドルを売り上げ、週間DVD売り上げで6位となった。2008年9月16日までにアメリカ合衆国では累計で5551万6832ドルを売り上げている。レンタルでは発売後から2007年4月15日までに累計で4632万ドルを売り上げている。Blu-rayは2009年2月10日に発売された。

## 受賞

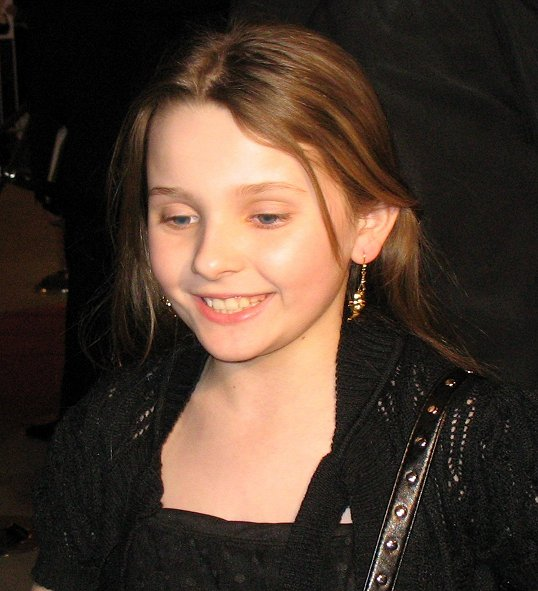
パームスプリングス国際映画祭でプロモーションするアビゲイル・ブレスリン（2007年1月）。

『リトル・ミス・サンシャイン』は多数の映画団体及び映画祭からのノミネート、受賞を果たした。第79回アカデミー賞では4部門のノミネートされ、マイケル・アーントが脚本賞、アラン・アーキンが助演男優賞を受賞した。アメリカン・フィルム・インスティチュートでは「ムービー・オブ・ジ・イヤー」に選出され、また英国アカデミー賞では6部門にノミネートされてオリジナル脚本賞（アーント）と助演男優賞（アーキン）を受賞した。第12回放送映画批評家協会賞、第13回全米映画俳優組合賞、第5回ワシントンD.C.映画批評家協会賞ではアンサンブルキャスト賞を受賞した。
ドーヴィル映画祭では特別大賞、パームスプリングス国際映画祭ではチャーマンズ・ヴァンガード賞を獲得した。第22回インディペンデント・スピリット賞では作品賞と監督賞を含む4部門で受賞を果たした。サウンドトラックは第49回グラミー賞でコンピレーション・サウンドトラック賞（映画・テレビ・ビジュアルメディア部門）にノミネートされたが、『ウォーク・ザ・ライン/君につづく道』に敗れた。他にMTVムービー・アワード、第11回サテライト賞、シカゴ映画批評家協会賞、第64回ゴールデングローブ賞でも複数の部門にノミネートされた。

### アカデミー賞プロデューサー論争
映画製作に係わったプロデューサーのうち何人が映画芸術科学アカデミーから賞を受け取る資格があるか論争となった。1999年にアカデミーはプロデューサーのうち3人までに候補資格を与えることを決定していた。このルールは作品が受賞した際にステージ上に多くのプロデューサーが登るのを防ぐために設けられた。一方で全米製作者組合（PGA）は映画にクレジットできるプロデューサーの人数の上限を設定していなかった。『リトル・ミス・サンシャイン』の場合、5人のプロデューサー（マーク・タートルトーブ、ピーター・サラフ、アルバート・バーガー、ロン・イェルザ、デヴィッド・フレンドリー）が存在したが、アカデミーはバーガーとイェルザを含みたがらなかった。両プロデューサーは脚本を見つけ出し、監督たちを他のプロデューサーたちに紹介し、撮影監督を選び、エンディングの再撮影に協力し、サンダンス映画祭への出品を助けるといった形で貢献していた。アカデミーは2人が製作過程でパートナーであるが、個別のプロデューサーのみが認定されると宣言した。アカデミーは2人のプロデューサーの仕事は結集した力によるものであるとみなし、バーガーもしくはイェルザを賞の対象とすることを拒否した。プロデューサーのデヴィッド・ホバーマンは5人のプロデューサー全員への敬意を表することに対する支持に関してコメントし、そして「実際に映画の製作に関係している5人がいるならば、アカデミー賞候補に挙げられるのに十分な映画を製作した者たちの仕事に報いるのを妨げなければならない理由は存在しない」と述べた。アカデミー賞プロデューサー委員会に属していたリンダ・オブストは、「通常、5人で映画は作らない。本件が例外であるならば、それは嘆かわしいことだ。しかし、あなた方は例外のために規則を破らない」とコメントした。
アカデミー賞の際、脚本賞の表彰の際にプロデューサーのマーク・タートルトーブ、ピーター・サラフ、デヴィッド・フレンドリーは登壇できた一方、PGAでは5人全員が表彰された。アルバート・バーガーはアカデミーの決定に関して本作のパネルで「アカデミーがたとえ何を決定したとしても、我々はこの映画を製作したのだ」と述べた。2007年6月、アカデミーは将来3人以上のプロデューサーが参加している映画には例外を認めることを発表した。